# Четиримата танкисти и кучето
„Четиримата танкисти и кучето“ е полски телевизионен сериал, излъчван от 1966 до 1970 г., създаден по едноименната книга на Януш Пржимановски.
Състои се от 21 епизода, разделени в 3 сезона, като всеки епизод трае 55 минути. Действието се развива по време на Втората световна война, 1944-1945 г., и се разказва за екипажа на танк Т-34 от Първа полска армия и за тяхното куче - немска овчарка на име Шарик (на руски означава малка топка, а на полски е близко до думата сив). Екипажът се състои от 4 души плюс кучето.
Той е с младежка насоченост и до 1989 г. се прожектира всяка година в Полша.